# Chrysocraspeda perpicta
Chrysocraspeda perpicta är en fjärilsart som beskrevs av W. Warren 1896. Chrysocraspeda perpicta ingår i släktet Chrysocraspeda och familjen mätare. Inga underarter finns listade i Catalogue of Life.